# Bni Darkoul
Bni Darkoul (àrab بني دركول) és una comuna rural de la província de Xauen de la regió de Tànger-Tetuan-Al Hoceima. Segons el cens de 2014 tenia una població total de 14.479 persones.